# AI2.0
AI2.0（エーアイ・ツー・ポイント・ゼロ、エーアイにいてんゼロ）は、経済学者の大澤昇平が2019年に提唱した、次世代人工知能像および産業ビジョンである。初出は著書『AI救国論』（2019年）および『覚醒せよ日本人！ AI2.0時代の生き残りをかけたゲリラ戦が始まった』（2020年）であり、著者の大澤はその中で、日米の産業構造のマクロ比較による「有形固定資産の限界効用はゼロに漸近する」という共有経済仮説に依拠し、従来の自動車産業におけるサプライチェーンや流通業の商社等、既得権益的で変化の少ない産業ヒエラルキーを前提とした「AI1.0」に対し、ウェブ2.0的なユーザー生成コンテンツ（UGC）、ブロックチェーンを用いたトークンエコノミー、そして生成AI（Generative AI）等の技術革新を中核に位置づけ、「3年後、個人やスタートアップによるエコシステムを主体とした、これまでとは全く異なるAI産業（=AI2.0）が登場する」と予見、2022年のChatGPTの登場を皮切りにした生成AIブームの到来を正確に言い当てた。

## 概要
2010年代後半にディープラーニングが商用化される一方、日本経済は生産性停滞に直面した。『AI救国論』はこうした状況を「AI2.0前夜」と位置づけ、国家競争力の回復の鍵として分散型AI経済の育成を訴えた。続編『覚醒せよ日本人！』では、生成AIの普及で「個人が国家級の情報解析力を持つゲリラ戦の時代」が到来すると論じられた。

## 三層モデル
1. オープン・ウェブ層 – UGC が自己増殖的に蓄積されるソーシャル基盤。
2. AIモジュール層 – 生成AIを含むモデル群がリアルタイム最適化・生成を実行[4]。
3. トークン経済層 – ブロックチェーンで知識やモデル価値を暗号資産化し、国境を超えたインセンティブを提供[5]。

## コアコンセプト
- 生成AIの民主化 – テキスト・画像・音声を自動生成するモデルがUGC の質・量を飛躍的に拡大[6]。
- 個人主導の分散型イノベーション – クラウド上のAI基盤により最低限の資本でグローバル市場に参入可能。
- トークンエコノミー – AIが生み出す知識・モデルを暗号資産で取引し、マイクロペイメントや再配分を自動化[7]。
- 無形固定資産の価値の最大化 – ブランド、データ、アルゴリズムなど無形資産がGDPの中心となると想定される。

## 実装・応用例
| 年   | プロジェクト                     | AI2.0 的要素                                                                                 | 出典   |
| ---- | -------------------------------- | -------------------------------------------------------------------------------------------- | ------ |
| 2022 | ChatGPT（OpenAI）                | 大規模言語モデルを公開し、UGC を対話的に生成・最適化。ローンチから 2 か月で 1 億ユーザを獲得 | [ 8 ]  |
| 2022 | Stable Diffusion（Stability AI） | オープンソースの画像生成AIを公開。個人がローカルGPUで高精度生成を実現                        | [ 9 ]  |
| 2024 | Lens Protocol                    | Polygon 上の分散型 SNS。UGC を NFT として所有・収益化でき、AI 推薦 API を提供                | [ 10 ] |
| 2025 | Bittensor                        | AI モデル提供者が TAO トークン報酬を得る分散型 AI マーケットプレイス                         | [ 11 ] |

## 批判と課題
- デジタルディバイド – 高性能GPUや計算資源を保有しない主体との格差が拡大する懸念[4]。
- ガバナンスと倫理 – 日本のNTTと読売新聞は、生成AIの法整備を急ぐ共同提言を発表し、選挙や安全保障分野での濫用リスクに警鐘を鳴らしている[12]。